# صفيراوية
صفيراوية (الاسم العلمي: Sophoreae) هي قبيلة نباتية تتبع فصيلة البقولية من رتبة الفوليات.

## أجناس
- صفيراء